# Rábacsécsény
Rábacsécsény (ehemals Csécsény) ist eine ungarische Gemeinde im Kreis Tét im Komitat Győr-Moson-Sopron.

## Geografische Lage
Rábacsécsény liegt 19 Kilometer südwestlich des Zentrums des Komitatssitzes Győr und 11  Kilometer nordwestlich der Kreisstadt Tét am linken Ufer des Flusses Rába.  Nachbargemeinden sind Bodonhely, Bágyogszovát, Kóny, Enese, Rábapatona,  Mérges und Rábaszentmihály, das direkt am gegenüberliegenden Ufer des Flusses liegt.

## Geschichte
Die Siedlung wurde zur Zeit der Árpáden im Jahr 1258 erstmals schriftlich erwähnt. Der Name des Ortes geht zurück auf eine Familie Csecsenyi. Im 19. Jahrhundert wurde eine Zuckerfabrik gebaut, die Zuckerrüben von einer Fläche mit 40 Hektar verarbeitete, jedoch nach wenigen Jahren abbrannte. Häufige Überschwemmungen des Flusses Rába richteten wiederholt Schäden im Ort an. Im Jahr 1909 wurde der Ort von Csécsény in Rábacsécsény umbenannt. 1913 gab es in der damaligen Kleingemeinde 125 Häuser und 806 Einwohner auf einer Fläche von 3229 Katastraljochen. Sie gehörte zu dieser Zeit zum Bezirk Sokoróalja im Komitat Győr.

## Söhne und Töchter der Gemeinde
- Balázs Magyar (1934–2006), Chemiker

## Sehenswürdigkeiten
- Ferenc-Deák-Denkmal, erschaffen von György Túri
- Kruzifixe
- Mariensäule (Szűz Mária-oszlop) aus dem Jahr 1910, gestiftet von Auswanderern nach Amerika
- Römisch-katholische Kirche Szentháromság, erbaut 1831 im barocken Stil
- Szent-Ágota-Standbild aus dem 17. Jahrhundert, restauriert

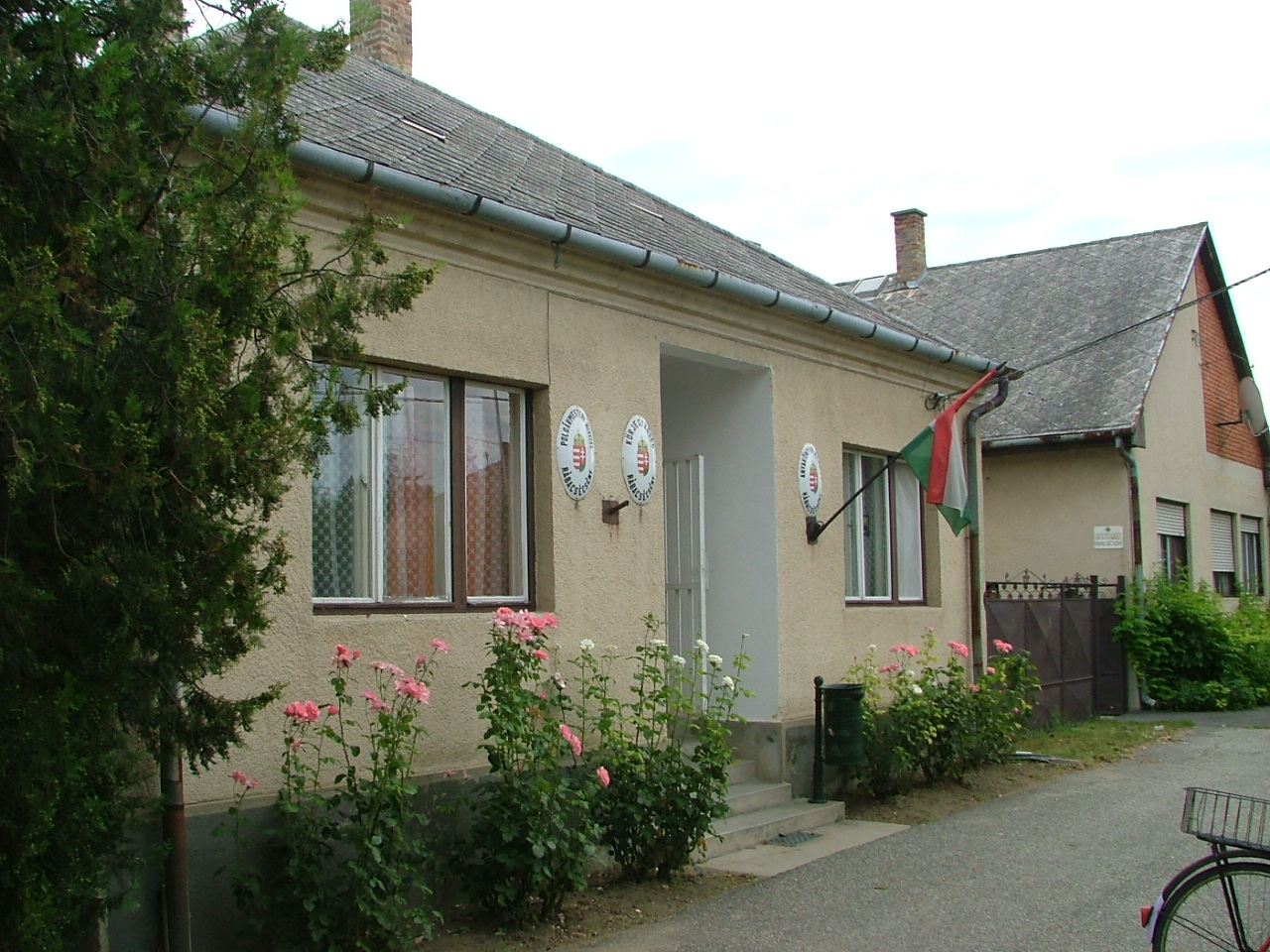
Gemeindeverwaltung
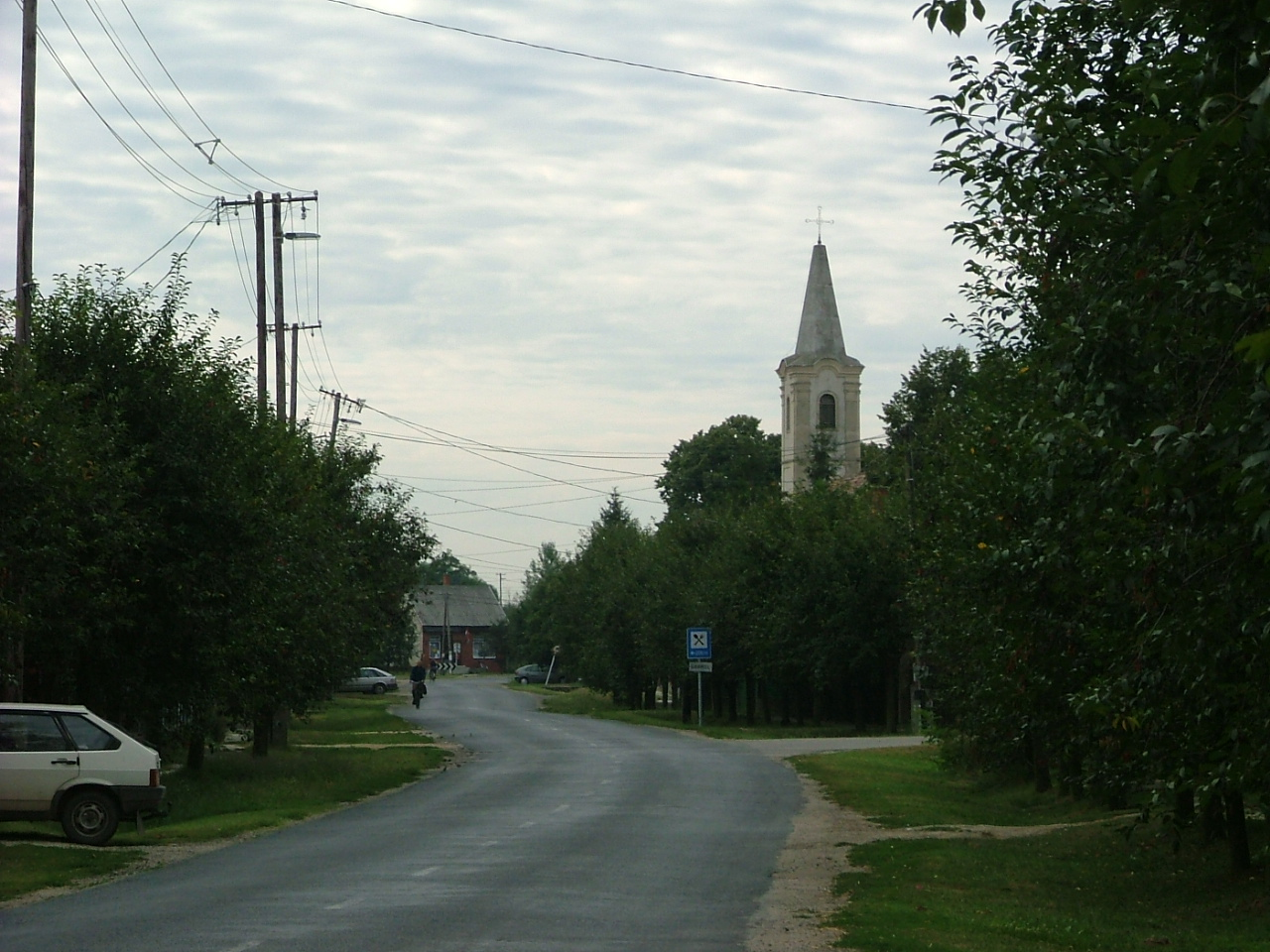
Blick auf die römisch-katholische Kirche Szentháromság

## Verkehr
Durch Rábacsécsény verläuft die Landstraße Nr. 8417. Es bestehen Busverbindungen über Rábaszentmihály und Kisbabot nach Mórichida sowie über Mérges und Enese nach Győr. Der nächstgelegene Bahnhof befindet sich acht Kilometer nördlich in Enese.